# Client-To-Client Protocol
Client-To-Client-Protocol (CTCP) is in de informatica een protocol voor communicatie tussen twee IRC-clients, ofwel chatprogramma's.
CTCP wordt door de meeste belangrijke IRC-clients ondersteund, en breidt het oorspronkelijke IRC-protocol uit met extra mogelijkheden. Het staat de gebruikers toe elkaar privéberichten te zenden, en specifieke informatie van andere clients op te vragen. Bovendien kan CTCP berichten coderen die met het IRC-protocol alleen niet kunnen, zoals berichten met een newline of de bytewaarde 0. Met CTCP kan een gebruiker van een andere client onder andere opvragen welke versie die gebruikt (CTCP VERSION), de tijd (CTCP TIME) of gebruikersinfo (CTCP USERINFO). Het /me werd eveneens via dit protocol geïmplementeerd, en ook bij het opzetten van DCC-connecties (verbindingen die niet via een server lopen) wordt het gebruikt.
Een CTCP-bericht wordt geïmplementeerd als een PRIVMSG, waarbij het bericht begint en eindigt met de byte 1. Karakters die niet door IRC toegestaan zijn worden door een escape-code opgenomen. Aangezien een PRIVMSG geen ander PRIVMSG als bericht zou mogen genereren, wordt een CTCP-antwoord geïmplementeerd als een NOTICE in plaats van een PRIVMSG, voor de rest is de implementatie echter identiek.